# Taumatawhakatangihangakoauauotamateaturipukakapikimaungahoronukupokaiwhenuakitanatahu
Taumatawhakatangihangakoauauotamateaturipukakapikimaungahoronukupokaiwhenuakitanatahu is een heuvel, dichtbij Mangaorapa en Porangahau, op het Noordereiland van Nieuw-Zeeland. De officiële naam wordt vaak afgekort tot Taumata.
De naam komt uit het Maori - de taal van de Maori's, de oorspronkelijke bewoners van Nieuw-Zeeland -, en luidt in die taal: Taumata-whakatangihanga-kōauau-o-Tamatea-turipūkaka-pikimaunga-horonoku-pōkai-whenua-ki-tana-tahu. Een (vrije) vertaling is: De top van de heuvel waar Tamatea, de man met de grote knieën, die bergen neersloeg, beklom en verzwolg om het land door te trekken, gekend als de Landeter, speelde op zijn neusfluit voor zijn geliefde.
De naam van de heuvel heeft 85 letters en wordt als langste plaatsnaam ter wereld vermeld in het Guinness Book of Records. Deze naam werd oorspronkelijk gebruikt door de Maori's.

## Zie ook

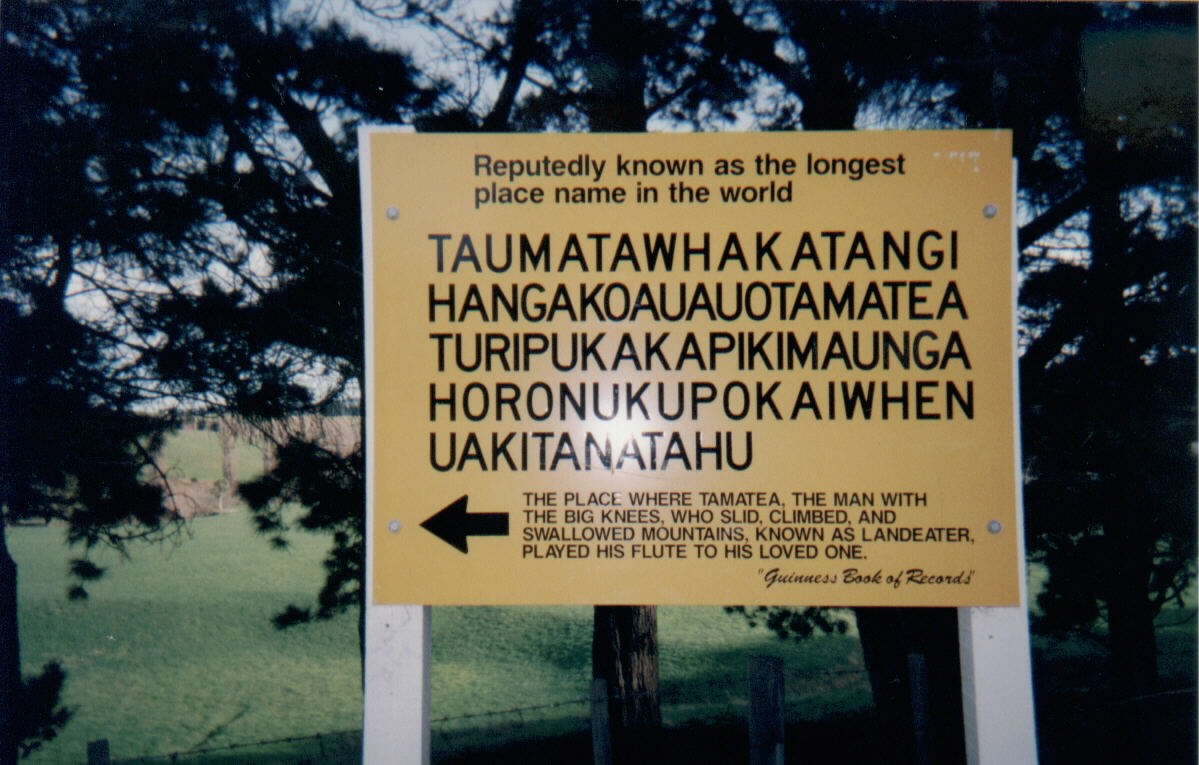
De naam in 85 letters